# Paolo Bianco
Pour les articles homonymes, voir Bianco (homonymie).
Paolo Bianco (né le 20 août 1977 à Foggia, dans la région des Pouilles) est un footballeur italien évoluait au poste de défenseur et est désormais entraîneur.

## Biographie
Paolo Bianco commence sa carrière chez les jeunes de l'US Foggia, club des Pouilles. Il débute chez les professionnels lors de la saison 1995-96, en Serie B, à 18 ans. Il va vivre pendant 6 saisons la mauvaise passe du club qui, lors de sa dernière saison à l'US Foggia débouche sur une descente en Serie C2. Paolo Bianco s'impose au cœur de la défense, jouant en binôme avec Joseph Dayo Oshadogan. 
À cause de cette nouvelle relégation du club, Paolo Bianco signe pour le Treviso en Serie B. Après deux saisons, le club descend en Serie C1 mais remonte deux saisons plus tard en 2002-03. Bianco, capitaine de l'équipe, maintient le club en Serie B et signe pour la saison 2004-05 au Calcio Catane en Serie B, deux saisons qui culmine avec la 2e place en championnat et le retour historique du club en Serie A. Bianco dispute deux saisons pleines et est un titulaire incontournable.
Ses bonnes performances lui valent d'être appelé par le Cagliari Calcio en Serie A. Il arrive en prêt onéreux avec option d'achat. Lorsqu'il reviendra jouer à Catane ses anciens supporters lui réserveront une ovation debout. Effectuant une très bonne saison, le club sarde rachète son contrat et Bianco devient titulaire au centre de la défense. Il reste finalement trois saisons à Cagliari avant de signer pour deux ans à l'Atalanta, toujours en Serie A, une fois son contrat terminé. Là, il n'est pas titulaire mais est toutefois un membre important de l'équipe.
Il a revêtu une fois le maillot de l'équipe nationale en 1998 avec l'équipe d'Italie espoirs.

## Palmarès
|  | - Trévise FBC - Serie C1 : - Vainqueur en 2003. - Supercoupe de Serie C : - Vainqueur en 2003. |  | - US Sassuolo - Serie B : - Vainqueur en 2013. |